# Опанасенко, Всеволод Юрьевич
Всеволод Юрьевич Опанасенко (2 апреля 1972 года, Москва) — создатель и владелец компаний Т-Платформы, Байкал Электроникс, АО «Числовая Механика», ЗАО «Т-Сервисы», лауреат премии Правительства РФ в области науки и техники и премии имени С. А. Лебедева, один из технологических идеологов развития национального суперкомпьютерного направления и радиоэлектронной отрасли в целом.

## Биография
Родился 2 апреля 1972 года в Москве.
Начал получать высшее образование в МИРЭА, через некоторое время перешёл в Российский государственный технологический университет имени К. Э. Циолковского (МАТИ-РГТУ), который окончил, получив специальность: «Конструктор композиционных материалов» и (в 2000 году) Финансовую академию при Правительстве РФ, специальность — «рынок ценных бумаг».
С 1989 года — работал ведущим инженером на экспериментальном проектно-промышленном предприятии «Аист» при представительстве Красного Креста.
В 1991 занялся собственным бизнесом, руководил компанией Micronic, которая на заводе в Китае производила комплектующие для компьютеров.
В 2002 году основал и возглавил компанию Т-Платформы, реализующую проекты по созданию суперкомпьютерных систем.
Благодаря его активной позиции и работе компания Т-Платформы стала лидером российского рынка суперкомпьютеров и поставщиком самых мощных вычислительных систем в России и СНГ, а также вошла в десятку крупнейших мировых производителей.
По показателю совокупной производительности установленных систем — суперкомпьютеры АО Т-Платформы самые мощные в России, начиная с 2004 г. Результат суперкомпьютера «Ломоносов» (установлен в МГУ имени М. В. Ломоносова), занявшего 12-ю позицию мирового рейтинга на момент инсталляции, стал абсолютным рекордом для России, а компания в то время стала номер семь по обороту среди мировых производителей по версии аналитической компании IDC.
Среди более 400 суперкомпьютерных проектов Т-Платформы — поставки для ведущих промышленных предприятий России. АО «Т-Платформы» — единственная российская компания, которая представлена в редакции мирового суперкомпьютерного рейтинга ТОП-500 на июнь 2019 года.
Аппаратные разработки компании доказали свою конкурентоспособность на рынках Европы и США, системы были поставлены в немецкий научно-исследовательский центр Юлих, (49-е место в мировом суперкомпьютерном рейтинге на ноябрь 2015), Национальный университет Сингапура, Центр высокопроизводительных вычислений Лейпцига, финский суперкомпьютерный центр CSC, Университет штата Нью-Йорк в Стоуни-Брук.
В марте 2013 г. компания была включена в Список организаций и лиц, действующих вопреки национальной безопасности и внешнеполитическим интересам США (Entity List). Правительством США на компанию были наложены экспортные ограничения, закрывавшие возможность приобретать необходимые для создания суперкомпьютеров электронные компоненты.
В августе 2013 г. Т-Платформы подала апелляцию с приложениями объемом более тысячи страниц. К решению проблемы активно подключились российские министерства и ведомства — Министерство иностранных дел Российской Федерации, Министерство экономического развития Российской Федерации, Министерство промышленности и торговли Российской Федерации, ВЭБ.РФ.
31 декабря 2013 г. Госдепом США компания была исключена из санкционного списка.
Компанией Т-Платформы был построен крупнейший в России суперкомпьютерный комплекс Солнечногорского приборного завода для нужд промышленного комплекса России, а также был создан новый вычислительный комплекс Гидрометцентра России в рамках международной программы, финансируемой Всемирным Банком.
Деятельность компании в суперкомпьютерном направлении, разработке и продвижении вычислительной техники, телекоммуникационного оборудования и микропроцессоров вносит существенный вклад в повышение уровня технологической независимости и информационной безопасности страны и не раз способствовала повышению на международной арене статуса России благодаря конкурентоспособным разработкам и экспортным проектам.
В 2008 году Всеволод Опанасенко основал ЗАО «Т-Сервисы» — компания первой в России стала предлагать полный спектр услуг в области суперкомпьютерных вычислений, устраняя барьеры между небольшими предприятиями и современными высокоэффективными инструментами математического моделирования, путем сдачи в аренду как вычислительных мощностей и программного обеспечения, так и выполнения всех необходимых расчетов любой сложности силами собственной команды специалистов".
В 2012 году Опанасенко была основана компания «Байкал Электроникс», занимающаяся разработкой микропроцессоров. АО «Байкал Электроникс» специализируется на проектировании интегральных микросхем и систем на кристалле на базе архитектур ARM и MIPS. Разработки компании предназначены для использования на российском и международном рынках в энергоэффективных компьютерных и промышленных системах с разным уровнем производительности и функциональности.
В 2014 году Всеволод Опанасенко инициировал основание АО «Числовая механика» — компания проектирует и производит системы ЧПУ, где не только все схемотехнические и механические решения, но и центральные процессоры блока управления являются полностью отечественными разработками. Входит в тройку лидеров в номинации «Быстрорастущие компании».
26 марта 2019 года был арестован судом до 24 мая по подозрению в подстрекательстве к злоупотреблению должностными полномочиями, повлекшему тяжкие последствия (ч. 4 ст. 33, ч. 3 ст. 285 УК РФ). Арест неоднократно продлевался: до 25 июля, до конца октября, до конца января 2020, до 24 марта 2020. В феврале 2020 обвинение было изменено на мошенничество, а в середине марта подозреваемых перевели под домашний арест. В декабре 2019 отдельные СМИ сообщали о сокращениях в компании Т-Платформы, после которых Минпромторг и ВЭБ обсуждали варианты поддержки компании, среди которых была передача всех её акций "НМ-Тех" (ВЭБ).
Уполномоченный по защите прав предпринимателей в России Борис Титов и ЦОП «Бизнес против коррупции» неоднократно требовали освободить Опанасенко. 29 сентября 2019 года российский бизнес-омбудсмен выступил в защиту находящегося под стражей Всеволода Опанасенко, заявив, что его заключение нельзя считать справедливым. Для максимальной огласки Борис Титов обратился в социальные сети, разместив публикации в Facebook, ВКонтакте и Instagram с подробностями дела и обстоятельствами ареста.

## Достижения и награды
- С 1991 г. руководил компаниями по разработке вычислительной техники
- В 2002 г. создал высокотехнологичную компанию, конкурентоспособную на мировом рынке, впоследствии вышедшую в лидеры суперкомпьютерного рынка России и Европы
- 2007 г. — Опанасенко присуждена Премия Правительства Российской Федерации в области науки и техники за разработку конструкторской и программной документации, подготовку промышленного производства и выпуск образцов высокопроизводительных вычислительных систем (суперкомпьютеров) семейства «СКИФ» Ряда I и Ряда II.
- 2011 г. — признан одним из 12 наиболее известных и уважаемых персон мирового суперкомпьютерного сообщества по версии журнала HPCWire
- 2015 г. — присуждена — Премия имени С. А. Лебедева (совместно с С. М. Абрамовым, А. А. Московским, за 2015 год) — за серию научных работ по единой тематике «Разработка и реализация серии российских суперкомпьютеров с кластерной архитектурой»
- 2015 г. — деловой портал TAdviser присвоил В. Ю. Опанасенко статус «Человек года в ИТ-отрасли России», а газета «Ведомости» номинировала его на ежегодную премию «Персона года 2015»[18].
- 2017 г. — благодаря деятельности Всеволода Опанасенко две компании группы «Т-Платформы» стали победителями Национального конкурса «Премия развития — 2017»: АО «Т-Платформы» — в номинации «Лучший экспортный проект» за экспорт российских технологий (суперкомпьютерной системы JuReCa) в Суперкомпьютерный центр Юлих, Германия; АО «Байкал Электроникс» — в номинации «Лучший проект в отраслях промышленности» за запуск промышленного производства отечественного высокопроизводительного энергоэффективного процессора Baikal-T1[19].
- Член Совета по приоритету научно-технического развития Российской Федерации «Переход к цифровым, интеллектуальным, производственным технологиям, роботизированным системам, новым материалам и способам конструирования, создание систем обработки больших данных, машинного обучения и искусственного интеллекта».
- Член межведомственной рабочей группы по направлению «Инфраструктура научных исследований и разработок» при Совете при Президенте Российской Федерации по науке и образованию.